# Pauline Grabosch
Pauline Grabosch   (Magdeburg, 14 de gener de 1998)  és una ciclista alemanya especialista en la pista que representa Alemanya en competicions internacionals. Va guanyar la medalla de bronze en l'esprint femení per equips als Jocs Olímpics de París 2024. Va guanyar la medalla de plata al Campionat d'Europa de Pista de la UEC 2016 en la contrarellotge de 500 m.

## Palmarès
- 2015
  -  Campiona del món júnior en 500 metres contrarellotge
  -  Campiona del món júnior en Velocitat per equips (amb Emma Hinze)
  -  Campiona d'Europa júnior en Velocitat per equips (amb Emma Hinze)
- 2016
  -  Campiona del món júnior en Velocitat
  -  Campiona del món júnior en 500 metres contrarellotge
  -  Campiona d'Alemanya en Velocitat per equips
- 2017
  -  Campiona d'Europa sub-23 en 500 metres contrarellotge
  -  Campiona d'Alemanya en Velocitat per equips

Fonts:

### Resultats a laCopa del Món
- 2016-2017
  - 1a a Apeldoorn, en 500 m.
- 2017-2018
  - 1a a Pruszków, en Velocitat per equips

Fonts: